# Многолетние растения
Многоле́тнее расте́ние — растение, живущее более двух лет.
В ботанической литературе многолетнее растение обозначается символом Юпитера ♃ ().
Те из многолетних растений, надземные части которых не деревенеют (в отличие от того, как это происходит у деревьев и кустарников), называют травянистыми многолетниками, а все остальные — деревянистыми многолетниками. Термин «многолетнее растение» чаще всего применяют именно к травянистым многолетникам, так как деревья и кустарники всегда многолетние.
Если многолетнее растение цветёт и плодоносит лишь один раз — на последнем году жизни — то его называют монокарпиком. Если же многолетнее растение цветёт и плодоносит несколько раз за свою жизнь, по отношению к нему используют термин «поликарпик». Большинство травянистых многолетников являются поликарпиками.
В местах с более тёплым и мягким климатом травянистые многолетники растут непрерывно, а при более умеренном климате период их роста ограничен тёплым временем года. Если в холодное время года листва многолетнего растения отмирает, его называют листопадным многолетником. У таких растений вновь вырастающие листья появляются из уже существующего стебля. На многих территориях сезонность выражается не в тёплых и холодных периодах, а в сухих и влажных. Многолетнее растение, на котором листва держится круглый год, называется вечнозелёным многолетником.
Благодаря хорошо развитой корневой системе травянистые многолетники более устойчивы к лесным пожарам. Они также легче переносят низкие температуры и менее чувствительны к ним, чем деревья и кустарники.
Травянистые многолетники доминируют во многих экосистемах на суше и в пресной воде, но лишь немногие виды известны в морском мелководье (например, зостера). Особенно заметно их доминирование в экосистемах, часто страдающих от пожаров, — степях и прериях. Их также много в тундре, слишком холодной для деревьев. В лесах травянистые многолетники часто образуют лесную подстилку.
Многолетники по сравнению с однолетними растениями легче приспосабливаются к почвам, бедным ресурсами. Это происходит благодаря лучше развитой корневой системе (глубже проникающей в почву, чтобы получить доступ к воде и питательным веществам) и более раннему появлению весной.
Примерами вечнозелёных многолетников можно назвать бегонию и банан; листопадных многолетников — золотарник обыкновенный (Solidago virgaurea) и мяту; монокарпиков — агаву и лопух большой, или репейник (Arctium lappa).